# Zárate Basket
La Unión Ciudad de Zárate (conocido como Zárate Basket) es un club de baloncesto con sede en Zárate, Provincia de Buenos Aires, Argentina. Fue fundado el 11 de mayo de 2017 y actualmente no participa en ninguna competencia debido a problemas económicos.

## Historia
En 2014, el entonces intendente de Zárate, Osvaldo Cáffaro, promovió un encuentro entre todos los clubes de básquet de la ciudad con el objetivo de estudiar la posibilidad de una fusión. A partir de esta iniciativa, se decidió crear un club unificado que contara con mayores posibilidades de competir en el Torneo Federal.
Como resultado de este proceso, se otorgó un subsidio a Independiente, que contaba con una estructura más avanzada en las competencias provinciales, con el consenso de los demás clubes de la ciudad. Tres años después, en 2017, Independiente logró el ascenso al Torneo Federal y se firmó un convenio para ceder la plaza a la nueva institución, dando origen a la Unión Ciudad de Zárate, legalmente constituida bajo ese nombre y conocida deportivamente como Zárate Basket, representando a la unión de todos los clubes de la ciudad.
En su primera temporada en el torneo federal 2017-18 logró avanzar hasta las semifinales de la Conferencia Sur, donde fue eliminado por Villa Mitre. Durante las temporadas siguientes, el club mantuvo un desempeño competitivo en la división, consolidando su estructura deportiva y sumando experiencia en torneos nacionales.
En la temporada 2021 tuvo un desempeño destacado que le permitió acceder a los playoffs por el ascenso. Aunque el equipo cayó en las finales, logró asegurar el ascenso a la Liga Argentina de Básquet, segunda categoría del básquet argentino, marcando un hito histórico para la institución al alcanzar por primera vez una división profesional nacional.
Zárate Basket debutó en la Liga Argentina de Básquet en la temporada 2021-22. Durante su primera campaña en la segunda categoría del básquet argentino, el equipo tuvo un desempeño destacado, logrando avanzar hasta la final de la competición. En dicha instancia, fue derrotado por Independiente de Oliva, quedando como subcampeón de la temporada.
En la temporada 2022-23, Zárate Basket volvió a mostrar un nivel competitivo sostenido y alcanzó nuevamente las instancias finales del torneo. En la serie definitoria, el equipo se consagró campeón tras vencer a Ameghino de Villa María por 3-2, obteniendo así el título de la Liga Argentina y asegurando su ascenso a la Liga Nacional de Básquet, la máxima categoría del básquet argentino, marcando un hito histórico para la institución.
Su debut en la élite se produjo en la temporada 2023-24, donde logró mantener la categoría tras una primera fase competitiva.
No obstante, en la temporada siguiente el equipo no pudo sostener su rendimiento deportivo y finalizó en los últimos puestos de la tabla. Debió disputar la serie por la permanencia ante el Argentino de Junín, donde cayó por 3 a 1, lo que decretó su descenso nuevamente a la Liga Argentina. A esta situación se sumaron problemas económicos y financieros que llevaron a la institución a desistir de participar en competiciones profesionales, quedando actualmente sin representación en ninguna categoría nacional.

## Instalaciones
El club disputa sus encuentros como local en el «Estadio Diego Armando Maradona», también conocido como «DAM Stadium». La inauguración del estadio tuvo lugar el 29 de octubre de 2022, con la presencia del presidente Alberto Fernández. Su construcción comenzó en 2019 y cuenta con una capacidad aproximada para 2500 espectadores, distribuidos en una superficie total de 3300 m².
El estadio se utiliza tanto para los partidos oficiales del plantel profesional como para los entrenamientos y las divisiones formativas del club, además de servir como espacio para actividades deportivas y sociales de la comunidad.

## Datos del club
Total de temporadas en ADC: 10
- Temporadas en primera división: 2
  - Liga Nacional de Básquet: 2 (2023-24 - 2024-25)

- Temporadas en segunda división: 2
  - La Liga Argentina: 2 (2021-22 - 2022-23)

- Temporadas en tercera división: 4
  - La Liga Federal: 4 (2017-18 - 2021)

## Palmarés
| Torneos nacionales (1/2) | Torneos nacionales (1/2) | Torneos nacionales (1/2) |
| Competición              | Títulos                  | Subcampeonatos           |
| Segunda División         | Segunda División         | Segunda División         |
| ------------------------ | ------------------------ | ------------------------ |
| La Liga Argentina (1/1)  | 2022-23                  | 2021-22                  |
| Segunda División         |                          |                          |
| La Liga Federal (0/1)    |                          | 2021                     |